# Nathan Cox
Nathan Cox, detto Karma (10 giugno 1971), è un regista statunitense, specializzato nella direzione di video musicali.

## Filmografia

### 2011
- Fallen Angels - Black Veil Brides

### 2009
- Running to the Edge of the World - Marilyn Manson
- No Surprise - Daughtry
- Jars - Chevelle

### 2008
- Inside the Fire - Disturbed
- Runnin' Wild - Airbourne

### 2007
- Not All Who Wander Are Lost - DevilDriver
- The Running Free - Coheed and Cambria

### 2006
- Our Truth - Lacuna Coil (co-diretto con Zach Merck)
- Kill to Believe - Bleeding Through (co-diretto con Zach Merck)
- Killing Loneliness - HIM
- Anthem (We Are the Fire) - Trivium
- Enjoy the Silence - Lacuna Coil (co-diretto con Zach Merck)
- Closer - Lacuna Coil (co-diretto con Zach Merck)

### 2005
- Vitamin R (Leading Us Along) - Chevelle
- Little Sister - Queens of the Stone Age
- The Clincher - Chevelle
- Drive Away - Gratitude
- Personal Jesus - Marilyn Manson
- Liberate - Disturbed
- Alone (No More) - Craving Theo
- Right Here - Staind
- Stricken - Disturbed

### 2004
- Redefine - Soil
- Looks Like They Were Right - Lit
- Guilty - The Rasmus

### 2003
- Good Times - Finger Eleven
- Something Beautiful - Cauterize

### 2002
- I Feel So - Box Car Racer (co-diretto con Tom DeLonge)
- The Red - Chevelle
- Pitiful - Blindside
- Dem Girlz - Oxide & Neutrino

### 2001
- Angel's Son - Vari artisti (membri dei Korn, Sevendust, Slipknot, System of a Down, Coal Chamber, Limp Bizkit, Sugar Ray, ecc.)
- Papercut - Linkin Park (co-diretto con Joe Hahn)
- In the End - Linkin Park (co-diretto con Joe Hahn)
- Points of Authority - Linkin Park
- Crashing Around You - Machine Head
- Cold - Static-X (co-diretto con Joe Hahn)
- Moto Psycho - Megadeth

### 2000
- Ty Jonathan Down - Videodrone featuring Jonathan Davis
- Synthetic - Spineshank

### 1999
- Loco - Coal Chamber
- Sugar - System of a Down

## DVD
- Music as a Weapon II - Disturbed, Unloco, Taproot e Chevelle
- Deuce - Korn

## Premi
Nathan Cox è stato nominato ad 13 premi per i suoi video musicali, vincendone due.

### Vittorie
- MTV Video Music Awards
- Best Rock Video - Linkin Park: In the End

### Nomine
- MTV Video Music Awards
- Best Editing - Metallica: I Disappear
- Best Group Video - Linkin Park: In the End
- Video of The Year - Linkin Park: In the End
- Best Editing - Foo Fighters: Best of You

Music Video Producers Association Awards
- Directorial Debut - Coal Chamber: Loco
- Best Editing - Foo Fighters: Best of You
- Best Editing - The Fray: How to Save a Life

Billboard Music Video Awards
- Best Hard Rock Video - System of a Down: Sugar
- Best Hard Rock Video - Disturbed: Stupify

Much Music Video Awards
- Best Rock Video - Finger Eleven: Good Times